# نيكولو زانيولو
نيكولو زانيولو (بالإيطالية: Nicolò Zaniolo) لاعب كرة قدم إيطالي (ولد يوم 2 يونيو من العام 1999 في ماسا) يلعب في صفوف نادي أستون فيلا ك‍وسط هجومي على سبيل الإعارة من نادي غلطة سراي، وأستدعي لمنتخب إيطاليا لكرة القدم وسجل معه هدفان على ارمينيا في تصفيات المأهلة ليورو 2020.

## الأهداف مع المنتخبات
| إيطاليا | إيطاليا         | إيطاليا |
| السنة   | عدد مرات الظهور | الأهداف |
| ------- | --------------- | ------- |
| 2019    | 5               | 2       |
| 2020    | 2               | 0       |
| المجموع | 7               | 2       |

## مسيرته مع الأندية
انتقل إلى نادي إنتر ميلان من نادي من أحد أندية الدرجة B وهو نادي فيرتوس إينتيلا نسبة إلى مهاراته الكبرى والرائعة في اللعب لكن النادي أهمله ولم يدعه يشارك في المباريات فأنتقل إلى نادي روما بتاريخ 1/7/2018 فأذهل الجميع بمهاراته الكبرى حيث سجل العديد من الأهداف التي صنفها الكالتشيو من أجمل أهداف الدوري ورغبت عدد من الأندية بالتعاقد معه لكن في تاريخ 12/1/2020 وفي مباراة فريقه روما أمام نادي يوفنتوس أصيب أثر أحتكاك قوي وسقوط قوي على رجله من قبل اللاعب ماتيس دي ليخت إلى قطع بالرباط الصليبي وأضرار بالغضروف الهلالي أثرها خرج من أرض الملعب باكيا مع تشجيع وحديث من اللاعب كريستيانو رونالدو في مباراة أنتهت بفوز يوفنتوس 2-1 ليعود في شهر تموز يوليو من نفس العام.

## مسيرته مع المنتخبات
أستدعاه المدرب روبرتو مانشيني مدرب المنتخب الإيطالي الأول إلى تشكيلة المنتخب في عام 2019 بعدما أذهل الكل بمهارته في اللعب ولعب مع منتخب إيطاليا لكرة القدم سبعة مباريات سجل من خلالها هدفين على أرمينيا في مباراة أنتهت 9-1 ولكن في مباراة فريقه أمام هولندا في بطولة دوري الأمم الأوروبية 2020–21 أصيب بها بقطع آخر بالرباط الصليبي أثر أحتكاك بسيط جدا في الدقيقة 40 من الشوط الأول ليخرج منها في الدقيقة 42 وبعد خروجه بثلاثة دقائق سجلت إيطاليا هدف الفوز عن طريق اللاعب نيكولو باريلا.

## روابط خارجية
- نيكولو زانيولو على موقع الاتحاد الأوربي (الإنجليزية)
- نيكولو زانيولو على موقع اتحاد تركيا (لاعب) (الإنجليزية)
- نيكولو زانيولو على موقع قاعدة بيانات كرة القدم.إي يو (الإنجليزية)
- نيكولو زانيولو على موقع ليكيب (الفرنسية)
- نيكولو زانيولو على موقع ناشيونال فوتبول تيمز (الإنجليزية)
- نيكولو زانيولو على موقع Soccerbase.com (لاعب) (الإنجليزية)
- نيكولو زانيولو على موقع Soccerway.com (الإنجليزية)
- نيكولو زانيولو على موقع عالم كرة القدم.نت (الإنجليزية)